# Kiến An, Hứa Xương
Kiến An (tiếng Trung: 建安区; bính âm: Jiàn'ān qū) là một quận thuộc địa cấp thị Hứa Xương, tỉnh Hà Nam, Trung Quốc. Được thành lập ngày 05/2/2017 trên cơ sở địa giới hành chính của huyện Hứa Xương (tiếng Trung: 许昌县; bính âm: Xǔchāng xiàn).

## Phân chia hành chính
Kiến An chia thành 4 nhai đạo, 7 trấn, 6 hương và 1 hương dân tộc.
- Nhai đạo: Hứa Do, Tân Nguyên, Đặng Trang, Trưởng Thôn Trương.
- Trấn: Tướng Quan Trì, Ngũ Nữ Điếm, Thượng Tập, Tô Kiều, Tương Lý Tập, Trương Phan, Linh Tỉnh.
- Hương: Trần Tào, Tiểu Triệu, Hà Nhai, Quế Thôn, Châm Giản, Du Lâm.
- Hương dân tộc: Hương dân tộc Hồi Ngải Trang.